# Antonia María Verna
Antonia María Verna (12 de junio de 1773 - 25 de diciembre de 1838) fue una religiosa italiana. Fundó la Congregación de las Hermanas de Caridad de la Inmaculada Concepción de Ivrea. Fue hija de Guillermo Verna y de Dominga María Vacheri.

## Contexto histórico
La mayoría de los estados en los que se dividía la península itálica estaban ligados a dinastías consideradas como «no-italianas», entre ellas los Habsburgo y los Borbón. El Reino Piamonte-Cerdeña, en cambio, estaba regido por la Casa de los Saboya, los únicos que fueron considerados auténticamente «italianos», razón por la cual llegaron a ostentar el título de «Rey de Italia». Por otra parte, la Iglesia católica ejercía soberanía sobre varios estados del sur de la Península conocidos como Estados Pontificios y los cuales serían integrados al Reino de Italia en 1870.
El 20 de noviembre de 1773 fallece el rey Carlos Manuel III de Cerdeña luego de un reinado que había comenzado en 1730 cuando su padre, el rey Víctor Amadeo II de Saboya, abdica en su favor. Este se entregó con conciencia y sentido de responsabilidad a su deber, rodeándose de ministros capaces y expertos como el Marqués de Ornea y Juan Bautista Bogino, pero sin tener la amplitud de mirada y el dinamismo que habían identificado a su padre.
Por medio de acuerdos con la Santa Sede en 1741 y en 1742 el rey logró limitar los privilegios eclesiásticos y afirmar la jurisdicción del Estado en muchos campos, mientras tuvo que comprometerse en una rígida defensa de la ortodoxia. Luego, sube al trono Víctor Amadeo III de Cerdeña.
El rey Víctor Amadeo III se alía con el Reino de España, el Sacro Imperio Romano Germánico y el Reino de Prusia para hacer frente a las embestidas de la Revolución Francesa, pero fue abatido por Napoleón Bonaparte en 1796 perdiendo sus posesiones en Piamonte: el Ducado de Saboya y el Condado de Niza.

### Rivarolo
Rivarolo es una aldea agrícola ubicada a 31 km al norte de Turín, sobre la orilla derecha del río Orco. Era un pueblo en período de desarrollo y próspero, a pesar de las continuas guerras. En 1773 tenía 4525 habitantes.
El recurso principal de esta población era la agricultura. Tenían, según el libro de impuestos de la municipalidad, 1262 bovinos (casi todo vacas), 150 parejas de bueyes, 165 mulas y 21 caballos. La propiedad territorial estaba repartida de la siguiente manera:
- Familias nobles y burguesas altas, que poseías grandes puestos y tenían campos trabajados por otros, de carrera militar o administrativas;
- Familias nobles o burguesas bajas, compuestos por profesionales, médicos, abogados etc.;
- Asalariados, verdaderamente pobres, que trabajaban todo el día para conseguir algo.

### Pascuaro y la familia Verna
La mitad de la población de Rivarolo habitaba en los campos, esparcidos en diferentes grupos de casas: Vesignano, Pascuaro, Cardine, Obiano, Praglia, Santa Ana, Bonaude, Argentera y Leone-Mastri. Cada uno tenía su capilla, y la de Pascuaro era una dedicada a San Juan Bautista. Cada año, los jefes de familia elegían entre ellos un Responsable que debía encargarse del cuidado del edificio y de todo lo que tenga que ver con el mismo. El 1 de enero de 1774 la propiedad de la capilla había quedado para el padre Juan Francisco Vota.

## Infancia
Guillermo Verna, nacido en 1743, fue el tercero de cuatro hijos en el pueblo cercano de Cardine, hijo de Miguel Verna y Dominga María Meaglia y hermano de Juan Ludovico Verna, Dominga María Verna y María Magdalena Verna. Después de un juicio para recuperar dinero, Guillermo se encontró con una suma de dinero que le servía para pagar deudas y demás.
Guillermo Verna se casó con Dominga Vacheri el 24 de enero de 1769. Ella nació en 1748 de Miguel Vacheri y Francisca María Meaglia, y desde chica fue testigo de peleas en la familia paterna.
Se cree que los recién casados se quedaron a habitar en la casa del padre de la esposa en Pascuaro. Allí nacerían los tres primeros hijos: Miguel Domingo Verna, el 12 de octubre de 1769 y fallecido a los pocos meses, Antonia María Verna el 12 de julio de 1773 y Miguel Andrea Verna el 30 de noviembre de 1775.
En este ambiente Antonia vivió sus primeros años de vida, años que se supone hallan sido serenos y activos, así como lo dicta la tradición popular y su primer biógrafo, el padre Francisco Vallosio.

### Voto de castidad
Antonia, a los 15 años, hizo su voto de castidad. La tradición popular nos dice que ella era caritativa hacia los pobres y sobre todos que se ocupaba de los niños. En esos tiempos era natural que, mientras los padres se quedaran a trabajar en el campo, el/la mayor se quedaba a cuidar a los menores, y ese papel le tocó a ella, pero pronto padres de todo el pueblo enviaban a sus niños a casa Verna para que sean cuidados por ella.
Así lo cuenta Vallosio:

cumplía apenas sus quince años de edad, cuando después de maduros y prudentes consejos, delante de la Reina del Cielo ofreció espontáneamente a Dios su alma y su cuerpo como holocausto perfecto de pureza virginal, y, desdeñando las nupcias terrenas, se liberó de los halagos de sus padres y de las lisonjas y ruegos de quien deseaba esposa suya y confirmó en el templo el voto de querer ser consagrada por siempre como esposa del Divino Amor.

Esta es la única fuente de la cual se sabe relata este hecho. Se sabe que esto disgusto a la familia, ya que ellos querían que se casara y pueda vivir cómodamente.

## Vida adulta
Antonia, para escapar de todas las pretensiones que le tenían (su tío Juan Ludovico le daría 50 liras cuando se case, una cantidad grande para un pueblo así) decidió alejarse de Pascuaro, probablemente hacia Rivarolo. Una tradición dice que se hospedó en la casa de las Hijas de la Caridad en Montanaro, ya que su superiora, la hermana Margarita Bertolotti fue una guía materna para ella, aunque no se está seguro de esto.
Luego de un tiempo de alejamiento, cuando las tensiones se relajaron en Pascuaro, ella decidió volver, y retomó su vida hecha de oración, trabajos domésticos, cuidado de los niños, visitas de los enfermos y ayuda a los más necesitados.
En tanto, el 24 de marzo de 1798 muere Guillermo Verna, a los 55 años, luego de una breve e improvista enfermedad. Fue enterrado en la Iglesia de Santiago al igual que sus antepasados. Dejó, como costumbre de la época, toda su fortuna a sus hijos varones, y un poco para Antonia.
Según la historia, el capellán de Pascuaro, el padre Bartolomé Farina, empezó a mostrarle algunas hostilidades, y le puso trabas en el camino, con lo que revivió los problemas en la familia. Al final, Antonia, entre 1798 y 1802, se fue a Rivarolo, en donde su actividades no cambiaron.
Para prepararse para su misión comenzó a frecuentar la Escuela de Jesús en San Giorgio Canavese. Eso no le impidió realizar obras de caridad. Apenas llegó a Rivarolo había encontrado chicas que eran de confianza, y dejaba al cuidado de los enfermos y pobres. Así, cuando juntó muchas, formó un retiro.

## Hermanas de Caridad de la Inmaculada Concepción
En 1804 ya estaba formando lo que luego sería la Congregación de las Hermanas de Caridad de la Inmaculada Concepción de Ivrea. En 1828 obtuvo la aprobación real del Instituto y logró tomar el hábito religioso, solo en 1835 pudo recibir la aprobación definitiva eclesiástica y en 1837 la aprobación civil del rey.

## Fallecimiento
La mañana del 25 de diciembre de 1838 a las diez horas fallecía Antonia María Verna, luego de una dolorosa pero breve enfermedad, posiblemente por problemas cardiovaculares. Según el acta de defunción, Antonia recibió los sacramentos de: Penitencia, Eucaristía y la Extremaunción.
El acta de defunción fue firmado por el párroco Severino Verna, el sacristán Juan Bautista Cassulo y un tal Francisco Sacchi. En el mismo día se le homenajeó, y todos en el pueblo fueron a ver a la beata.

## Beatificación
La madre Antonia María Verna fue beatificada el 2 de octubre de 2011, siendo presidida la celebración por el cardenal Angelo Amato, en representación del Papa Benedicto XVI. La causa para su beatificación estaba vigente desde el año 1940, con el M. Rev. P. Fortunato Scipioni, OFM, Postulador general, como cabeza visible.